# 高知県道307号佐川停車場線
高知県道307号佐川停車場線（こうちけんどう307ごう さかわていしゃじょうせん）は、高知県高岡郡佐川町を通る一般県道である。

## 概要
高岡郡佐川町にあるJR四国土讃線佐川駅前から国道494号までを結ぶ。

### 路線データ
- 起点：高知県高岡郡佐川町（JR四国土讃線佐川駅前）
- 終点：高知県高岡郡佐川町（国道494号交点）
- 総延長：40 m

## 地理

### 通過する自治体
- 高知県
  - 高岡郡佐川町

### 交差する道路
| 交差する道路 | 交差する場所 | 交差する場所 |
| ------------ | ------------ | ------------ |
| 国道494号    |              | 終点         |

### 沿線
- JR四国土讃線佐川駅
- 佐川町立佐川中学校（終点付近）